# Ficus funiculosa
Ficus funiculosa är en mullbärsväxtart som beskrevs av Edred John Henry Corner. Ficus funiculosa ingår i släktet fikonsläktet, och familjen mullbärsväxter. Inga underarter finns listade i Catalogue of Life.